# Neptuni tempel

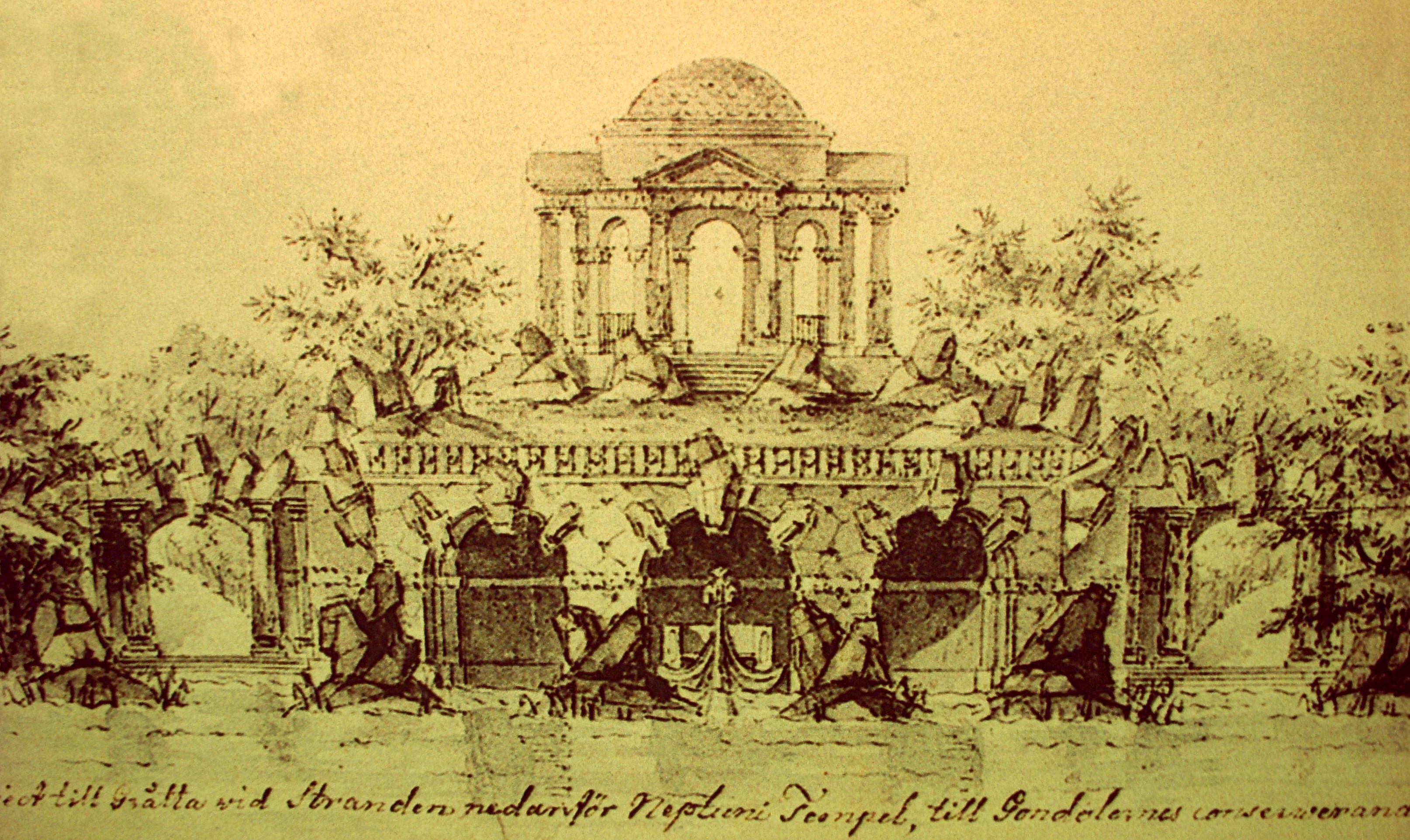
Pipers förslag till "Neptuni tempel" och gondolgrottan från år 1781.

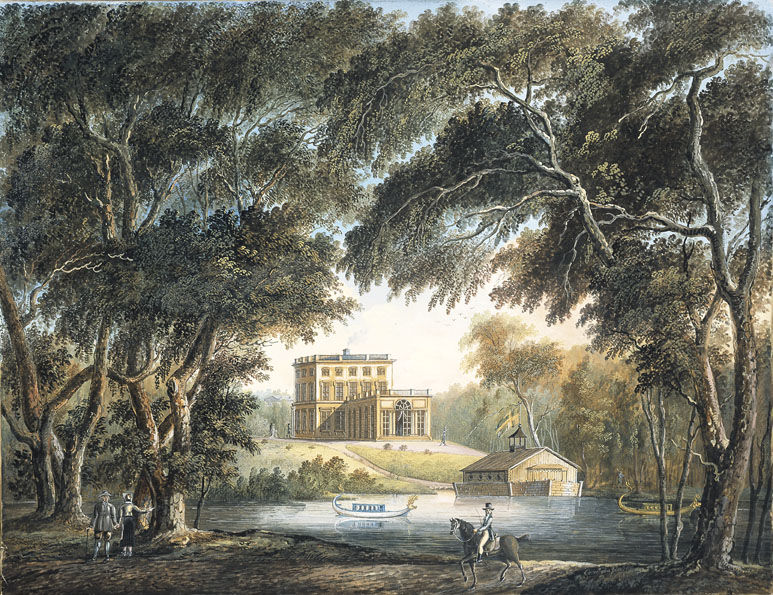
Gondoler vid Gustav III:s paviljong 1811.

Neptuni tempel med gondolgrottan var planerade byggnader i Hagaparken i Solna kommun. Templet och grottan blev aldrig påbörjade.

## Historik
År 1781 presenterade Fredrik Magnus Piper sin General-Plan af Gamla och nya Haga Lustpark för en engelsk park vid Haga. Planen illustrerade inte bara hur parken skulle anläggas utan den redovisade även befintliga och planerade byggnader.  
Pipers Generalplan visade ett förslag till Project till Gråtta vid Stranden nedanför Neptuni Tempel, till Gondolernas conserverande.  Neptuni tempel (uppkallat efter sjöguden Neptunus) var en planerad rundtempelliknande byggnad som skulle uppföras på en liten kulle cirka 200 meter söder om Haga källa. Nedanför den, vid Brunnsvikens strand, skulle en grotta anordnas med tre valv i berget vilken skulle tjäna som båthus för Gustav III:s gondoler. 
Att Gustav III hade gondoler på sina kanaler i Brunnsviken framgår av en illustration av Axel Fredrik Cederholm, som visar arkipelagen framför Gustav III:s paviljong 1811 med två gondoler. På bilden syns båtarna "Galten" och "Delfinen" samt kungens flytande badhus.
Galten och Delfinen förvaras numera i Sjöhistoriska museets båtmagasin på Rindö utanför Vaxholm.
Landskapets karaktär förändrades 1863 då Brunnsvikens vattennivå sänktes med cirka 1,25 meter genom tillkomsten av en slussfri kanal till Lilla Värtan vid Ålkistan. Den pågående landhöjningen har ytterligare bidragit med cirka 1,0 meters höjning av området sedan 1780-talet.